# Fun on Earth
Fun on Earth é o quinto álbum de estúdio do cantor, compositor e baterista Roger Taylor, mais conhecido como integrante da banda de rock britânica Queen, lançado em novembro de 2013. O disco foi concebido e gravado após a gravação de The Cosmos Rocks e o fim do supergrupo Queen + Paul Rodgers.

## Faixas
Todas as faixas escritas e compostas por Roger Taylor, exceto onde anotado.. 
| N.º | Título                                      | Duração |  |
| 1.  | "One Night Stand"                           | 4:22    |  |
| 2.  | "Fight Club"                                | 3:02    |  |
| 3.  | "Be with You" (Taylor, Rufus Taylor)        | 3:10    |  |
| 4.  | "Quality Street"                            | 4:25    |  |
| 5.  | "I Don't Care"                              | 3:24    |  |
| 6.  | "Sunny Day"                                 | 3:38    |  |
| 7.  | "Be My Gal (My Brightest Spark)"            | 2:45    |  |
| 8.  | "I Am the Drummer (In a Rock n' Roll Band)" | 2:47    |  |
| 9.  | "Small"                                     | 3:51    |  |
| 10. | "Say It's Not True" (part. Jeff Beck)       | 4:58    |  |
| 11. | "The Unblinking Eye" (abridged version)     | 4:54    |  |
| 12. | "Up"                                        | 3:10    |  |
| 13. | "Smile"                                     | 3:01    |  |

| N.º | Título                       | Duração |  |
| 14. | "Dear Mr Murdoch (Nude Mix)" | 3:14    |  |
| 15. | "Whole House Rockin'"        | 3:00    |  |

## Ficha técnica
Banda
- Roger Taylor – vocais, bateria, percussão, teclado, piano, baixo, guitarra, stylophone
- Jeff Beck – guitarra (faixa 10)
- Spike Edney – teclado (faixas 6, 7, 10)
- Jason Falloon – guitarra (faixas 2, 5, 7–9)
- Steve Hamilton – saxofone (faixas 2, 4, 5)
- Kevin Jefferies – baixo (faixas 2, 3, 6–9)
- Jonathan Perkins – órgão, vocais de apoio (faixa 6)
- Nicola Robins – violino (faixa 6)
- Steve Stroud – baixo (faixa 10)
- Rufus Taylor – bateria (faixa 10), piano (faixa 3)

Technical personnel
- Roger Taylor – produção
- Joshua J. Macrae – produção, engenharia de áudio